# Карл Билт
Нилс Данијел Карл Билт (швед. Nils Daniel Carl Bildt; Халмстад, 15. јул 1949) је шведски политичар и дипломата. Био је премијер Шведске од 1991. године до 1994. године, а касније лидер либерално-конзервативне Странке умерених од 1986 — 1999. Био је члан Риксдага (шведског парламента) од 1979. године до 2001. године. Од 2006. године је шведски министар спољних послова.
Од децембра 1995. године до јуна 1997. године вршио је функцију Високог представника за БиХ.
У Хрватској је био проглашен за непожељну особу, након што је након "Олује" изјавио да је Фрањо Туђман једнако одговоран за ратне злочине над Србима као што је Милан Мартић одговоран за злочине над Хрватима.